# Severin Blindenbacher
Severin Blindenbacher (ur. 15 marca 1983 w Zurychu) – szwajcarski hokeista, reprezentant Szwajcarii, trzykrotny olimpijczyk.

## Kariera
- Kloten U20 (1998-2001)
- Kloten Flyers (2000-2005)
- ZSC Lions (2005-2009)
- Färjestads BK (2009-2010)
- Texas Stars (2010-2011)
- ZSC Lions (2011-2020)

Wychowanek Kloten Flyers. Pierwotnie w drafcie NHL z 2001 został wybrany przez Phoenix Coyotes. W lipcu 2010 podpisał kontrakt z klubem NHL, Dallas Stars. Mimo tego sezon 2010/2011 spędził w zespole farmerskim, Texas Stars w lidze AHL, po czym w lutym 2011 odszedł z klubu i powrócił do Szwajcarii (przyczyniły się do tego dwukrotne wstrząśnienie mózgu odniesione podczas gry w USA i brak gry w NHL). W marcu 2011 po raz drugi w karierze został zawodnikiem ZSC Lions. W grudniu 2012 przedłużył kontrakt z klubem o cztery lata, w kwietniu 2016 o trzy lata, a w grudniu 2019 o kolejny rok. Od stycznia 2020, w tym w sezonie 2020/2021, nie występował, po czym w maju 2021 odszedł z ZSC. Następnie pozostawał wolnym zawodnikiem, a pod koniec sierpnia 2021 ogłoszono zakończenie jego kariery z powodu konsekwencji wielokrotnie odnoszonego wstrząśnienia mózgu.

## Kariera reprezentacyjna
W kadrach juniorskich uczestniczył w turniejach mistrzostw świata juniorów do lat 18 edycji 2000, 2001 oraz mistrzostw świata juniorów do lat 20 edycji 2001, 2003. W kadrze seniorskiej uczestniczył w turnieju mistrzostw świata edycji 2003, 2005, 2006, 2007, 2008, 2009, 2012, 2013 oraz zimowych igrzysk olimpijskich 2006, 2010, 2014.

## Sukcesy

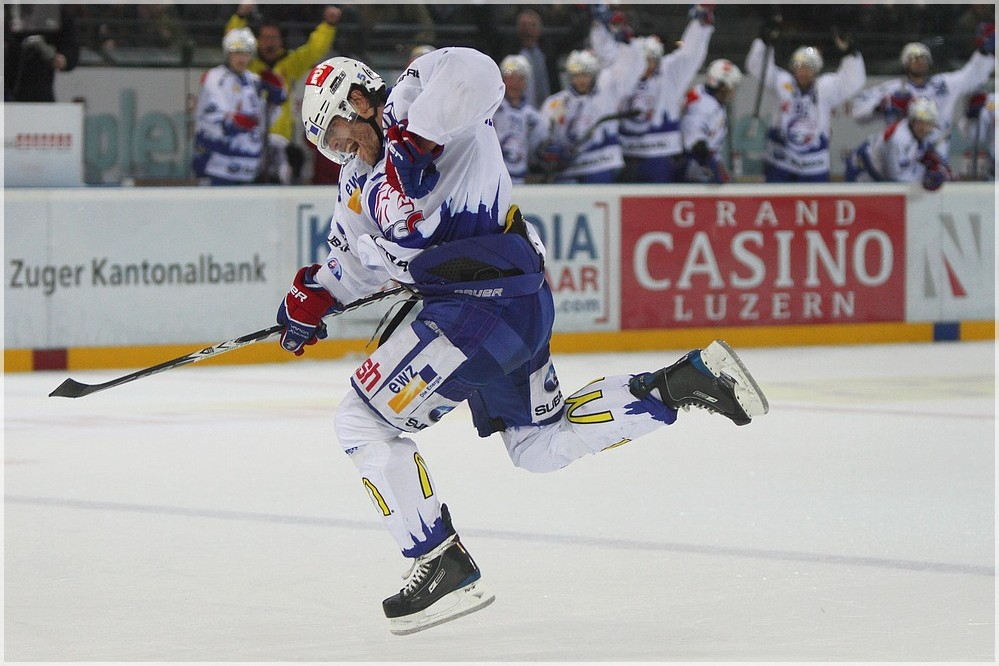
Severin Blindenbacher w barwach ZSC Lions po zdobyciu zwycięskiego gola w dogrywce meczu z EV Zug (15.10.2011)

Reprezentacyjne
- Srebrny medal mistrzostw świata: 2013

Klubowe
- Złoty medal mistrzostw Szwajcarii: 2008, 2012, 2014, 2018 z ZSC Lions
- Hokejowa Liga Mistrzów 2009 z ZSC Lions
- Srebrny medal mistrzostw Szwajcarii: 2015 z ZSC Lions
- Puchar Szwajcarii: 2016 z ZSC Lions

Indywidualne
- Mistrzostwa świata do lat 18 w 2001: pierwsze miejsce w klasyfikacji strzelców wśród obrońców: 2 gole
- National League A (2008/2009): skład gwiazd sezonu